# Егор Ковалевски
Егор Петрович Ковалевски (на руски: Егор Петрович Ковалевский) е руски пътешественик, писател, дипломат, изследовател на Африка и Азия. Член-кореспондент (1856) и почетен член (1857) на Петербургската академия на науките.

## Ранни години (1809 – 1837)
Роден е на 6 февруари 1809 година в село Ярошевка, Харковска губерния, Руска империя (днес в Украйна), в дворянско семейство. Получава домашно възпитание. От 1825 до 1828 следва философия в Харковския университет. След дипломирането си през 1829, по молба на брат му, който е минен инженер, заминава за Сибир и постъпва на работа в минния департамент. През 1830 се дипломира като минен инженер и до 1837 служи в златоносните мини на Алтай и Урал. Заедно с геоложката си дейност, с интерес изучава природата, животинския и растителния свят на Алтай и живота на местното население.

## В Черна гора (1837 – 1838)
През пролетта на 1837 година, съпровожда превоза на злато до Петербург, след което по молба на черногорския владика Петър е командирован в Черна гора като специалист по откриването на находища на цветни метали. Пребивава в Черна гора до 1838, като участва в няколко сражения срещу австрийските войски, които нахлуват в пределите на балканската държава.
В края на 1830-те и началото на 1840-те години извършва пътувания по Балканския п-ов, Италия и Средна Азия.

## Изследователска дейност (1847 – 1852)

### Геоложки изследвания в Североизточна Африка (1847 – 1848)
През 1847 година, по молба на египетския управител Мохамед Али паша, провежда геоложки изследвания в Североизточна Африка. От края на 1847 до средата на 1848 изследва региона. Изкачва се с параход по Нил до Асуан и оттам до Хартум – частично по суша. Изкачва се по Сини Нил (Бахър ал Азрак) до Ер Росейрос (11°52′ с. ш. 34°23′ и. д. / 11.866667° с. ш. 34.383333° и. д.) и след това по река Тумат (ляв приток на Сини Нил), където открива златни находища и изследва изворната област на Тумат. Докато се строи проектираната обогатителна фабрика, Ковалевски провежда комплексни изследвания в изворната област на реката – район непосещаван дотогава от европейци.
Своята експедиция описва в книгата си „Путешествие во внутреннюю Африку“ (СПб., 1849; 2 изд. 1872). Тя изобилства с ценни географски, етнографски, исторически и естественоисторически сведения, съдържаща блестящи описания на природата, живота и бита на населението. Към книгата е приложена оригинална „Карта на Източен Судан и Абисиния“, съставена както по материали на лични изследвания (астрономически и барометрични измервания), така и въз основа на обобщени картографски данни от други пътешественици.

### Азия (1849 – 1851)
През 1849 – 1850 и 1851 съпровожда духовна мисия в Монголия и Китай. По време на дипломатическите преговори провежда няколко пътувания по провинциите на Монголия, като изследва природата, климата, геологията, растителния и животински свят, икономиката, етнографията, като всичко това е подробно описано в книгата му „Путешествие в Китай“ (ч. 1 – 2, 1853). С неговото важно посредничество през 1851 е сключен т.нар. „Кулджински трактат“ между Русия и Китай, който полага началото на редовната търговия между двете страни.

## Следващи години (1853 – 1868)
В началото на 1853 отново пребивава в Черна гора като представител на Русия във възникналия конфликт с Турция. По време на Кримската война (1853 – 1855) участва в отбраната на Севастопол и до октомври 1855 събира материали за историята на обсадата. От 1856 до 1861 възглавява Азиатския департамент в Министерството на външните работи. Същата година е избран за член-кореспондент, а през 1857 – за почетен член на Петербургската академия на науките.
Ковалевски е един от основателите на Руското географско дружество, а от 1857 до 1865 е помощник-председател на дружеството. През 1861 с чин генерал-лейтенант е назначен за сенатор и член на съвета на министрите по външните работи.
Умира на 20 септември 1868 година в Санкт Петербург.

## Трудове
- Четыре месяца в Черногории. Санкт Петербург, 1841.
- Странствователь по суше и морям. В 3 части, Санкт Петербург, 1843 – 1845.
- Путешествие во внутреннюю Африку. Санкт Петербург, 1849, 1872.
- Путешествие в Китай. Санкт Петербург, 1853.
- Война с Турцией и разрыв с западными державами в 1853 и 1854 г. Санкт Петербург, 1866. (През 1868 в Лайпциг е публикуван на немски език).
- Собрание сочинений. Санкт Петербург, 1871 – 1872.